# Bahrajn na Letnich Igrzyskach Olimpijskich 1984
Bahrajn na Letnich Igrzyskach Olimpijskich 1984 reprezentowało 10 zawodników, byli to sami mężczyźni.

## Skład kadry

### Lekkoatletyka
- Ahmed Hamada
  - bieg na 400 m przez płotki mężczyzn (odpadł w 1 rundzie eliminacji)

### Pięciobój nowoczesny
- Saleh Sultan Faraj
  - indywidualnie – 25. miejsce

- Abdul Rahman Jassim
  - indywidualnie – 40. miejsce

- Nabeel Saleh Mubarak
  - indywidualnie – 41. miejsce

- Saleh Sultan Faraj
Abdul Rahman Jassim
Nabeel Saleh Mubarak
  - drużynowo – 13. miejsce

### Strzelectwo
- Mohamed Abdul Rahman
  - pistolet szybkostrzelny 25 m – 51. miejsce

- Ali Al-Khalifa
  - pistolet szybkostrzelny 25 m – 55. miejsce
  - karabin dowolny leżąc 50 m – 71. miejsce

- Abdullah Ali
  - karabin dowolny leżąc 50 m – 70. miejsce

- Salman Al-Khalifa
  - trap – 70. miejsce

### Pływanie
- Hamad Bader
  - 100 m stylem dowolnym – 61. miejsce

- Esa Fadel
  - 100 m stylem motylkowym – 53. miejsce